# Воробьёв, Степан Иванович
Степан Иванович Воробьёв (1911—1991) — старший сержант Рабоче-крестьянской Красной Армии, участник Великой Отечественной войны, Герой Советского Союза (1945).

## Биография
Степан Воробьёв родился 5 сентября 1911 года в селе Высокое Шацкого уезда Тамбовской губернии в семье крестьянина. Окончил четыре класса школы, после чего работал в колхозе. В 1930 году Воробьёв переехал в Москву, где до 1932 года работал плотником. По комсомольскому призыву был направлен в Хабаровск, работал там на заводе «Дальсельмаш». В 1933—1935 годах Воробьёв проходил службу в Рабоче-крестьянской Красной Армии. Демобилизовавшись, работал участковым инспектором во Владивостоке, затем на стройках в Казахской ССР. В августе 1941 года Воробьёв был повторно призван в армию Чуйским районным военным комиссариатом Джамбульской области и направлен в инженерные войска. Участвовал в операции по оккупации территории Ирана. С июля 1943 года — на фронтах Великой Отечественной войны. Принимал участие в битве за Днепр, освобождении Украинской ССР и Польши. К январю 1945 года старший сержант Степан Воробьёв командовал отделением 281-го штурмового инженерно-сапёрного батальона 19-й штурмовой инженерно-сапёрной бригады 13-й армии 1-го Украинского фронта. Отличился во время форсирования рек Чарны, Пилицы и Одера.
На реке Чарна Воробьёв, находясь в зоне артиллерийского и миномётного обстрела противника, в течение пяти суток работал без отдыха, приняв активное участие в строительстве трёх мостов через неё. Когда из строя выбыл командир взвода, Воробьёв заменил его собой, успешно выполнив задачу. В ходе последующего наступления Воробьёв со своими бойцами проделывал проходы в минных полях, обезвредив в общей сложности более трёхсот мин. Во время строительства моста через Пилицу сапёры подверглись нападению немецких подразделений. Несмотря на то, что противник численно в четыре раза превосходил его отделение, Воробьёв занял боевую позицию и отбил атаку. В бою отделение уничтожило около 30 вражеских солдат и офицеров. 26 января во время переправы через Одер в районе города Штейнау (ныне — Сьцинава, Польша) отделение Воробьёва строило мост, несмотря на массированный артиллерийский огонь и постоянные авиационные налёты. Во время одной из бомбёжек Воробьёв получил тяжёлое ранение.
Указом Президиума Верховного Совета СССР от 10 апреля 1945 года за «образцовое выполнение заданий командования и проявленные мужество и героизм в боях с немецкими захватчиками» старший сержант Степан Воробьёв был удостоен высокого звания Героя Советского Союза с вручением ордена Ленина за номером 38896 и медали «Золотая Звезда» за номером 7340.
После окончания войны Воробьёв был демобилизован. До выхода на пенсию был рабочим службы материально-технического обеспечения Дальневосточного морского пароходства. Проживал во Владивостоке, умер в 1991 году, похоронен на Лесном кладбище.
Был также награждён орденом Отечественной войны 1-й степени, двумя орденами Красной Звезды, медалью «За отвагу» и рядом других медалей.